# Охота Николая II
Охота Николая II — одно из увлечений последнего российского императора Николая II, правившего Россией до 1917 года. Николай II был любителем охоты. Он охотился на медведей, зубров, оленей, ланей, кабанов, лисиц, волков, белок, рысей, лосей, козлов, бобров, выдр, русаков, беляков, кроликов, барсуков, куниц, хорьков, горностаев, ласок, норок, фазанов, уток, глухарей, тетеревов, белых и серых куропаток, рябчиков, диких голубей, орлов, сов, филинов, соек, сорок, гаршнепов, ворон, воронов, ястребов, вальдшнепов, бродячих кошек и собак.
Погода была серая, не холодная с сильным ветром. Всего убито 1192. Мною: фазанов 183 и куропаток 7 — итого 190.

## Организация
Организацией царской охоты занималась специальная придворная служба — управление императорской охоты Министерства императорского двора. В конце охотничьего сезона служба составляла список трофеев. Её персонал располагался в Гатчине в Егерской слободе вблизи царского дворца. В персонал охотничьей команды входило более 70 служащих (егеря, стремянные, конюшенные, лесники и т. д.), кроме дневальных и дежурных. Дополнительно в качестве загонщиков также привлекали солдат, матросов и крестьян из ближайших деревень. С 1906 года на охоту стали выезжать на автомобилях.
Рисунки для оформления годовых отчетов создавал придворный художник-анималист Рудольф Френц. В документе «Журнал императорской охоты № 9, составленный ловчим Владимиром Романовичем Дицем» приводятся сведения об итогах охоты за период 1884—1909 годов. За это время великие князья и княгини убили 638 830 зверей и птиц.

## Успехи

### В детстве
Охота была наследственным увлечением Николая II. Его отец Александр III начинал охотиться ещё мальчишкой, а в 1860-х годах его брал с собой на охоту Александр II, причем в качестве охотничьих трофеев были и медведи. Молодой Николай также участвовал в охоте с отцом. Однако в то время будущий император ещё не достиг заметных успехов. В одном из писем к жене Александр III пишет: «Вчера не успел писать, так как были на охоте с Ники (наследник цесаревич Николай Александрович) с 4 вечера до 5 часов утра. Охота неудачная, канальи-глухари не хотели петь, я ранил одного, он упал, но отыскать не могли; то же самое и Ники. Но он стрелял по двум и, как всегда, ничего не убил; ему не везет на глухарей, и до сих пор ни одного глухаря ещё ни разу не убивал. Погода тоже была неприятная, серая, и моросил дождь почти всё время…»

### В зрелости
В зрелости Николай II стал активным охотником, он тщательно описывал участников охоты, её обстоятельства и охотничьи трофеи (общие и свои личные) в своём дневнике. Так, 8 декабря 1891 года он убил первого лося, оставив в дневнике запись: «Радость была огромная, когда я его повалил!». Его индивидуальный итог на охоте мог достигать сотен и тысяч экземпляров дичи. В частности, английский посол Дж. Бьюкенен говорил, что на одной из охот Николай лично за один день убил 1400 фазанов.
Придворные служащие гнали дичь в больших количествах под его выстрелы. В одной из записей дневника Николай пишет, что в облаве участвовали солдаты из двух пехотных дивизий. Николай охотился в пригородах Петербурга, в Гатчине, финских шхерах Виролахти, Беловежской пуще. Император продолжал охотиться и в нестабильный период Первой русской революции 1905 года.

### Зубры
С 1886 по 1909 год Николай застрелил 104 зубра, первых 7 зубров он убил в Беловежской пуще в сентябре 1894 года. В 1900 году он поставил свой личный рекорд, убив 41 зубра. Как правило, охота продолжалась несколько дней, и в ней, кроме Николая II, принимали участие лица, которые получили приглашение, что в то время означало высокую милость монарха, поэтому в отчётах складывались общие трофеи всех участников и личные трофеи императора. Охотиться на зубров в пригородах Петербурга могли только члены императорской семьи.

### Кошки, вороны, собаки
Гулял один и убил ворону (38-ю) и кошку.
Сделал прогулку вокруг Баболова и убил 2 вороны (40) и кошку.
Историк И. В. Зимин утверждал, что Николай II охотился на кошек, ворон и собак. Со ссылкой на книгу «Придворная охота» Зимин писал, что по его подсчётам «только за шесть лет (1896, 1899, 1900, 1902, 1908, 1911 гг.) царь застрелил 3786 „бродячих“ собак, 6176 „бродячих“ кошек и 20 547 ворон».
Историк П. В. Мультатули отмечает, что в дневниках Николая II «кошка в качестве трофея встречается крайне редко» и указывает, что за весь 1905 год убитая кошка упоминается один раз. По его мнению, остальные тысячи кошек, приводимые в отчётах, убиты ведомством императорской охоты во время отстрела диких и бродячих животных, опасных для человека. Мультатули приводит действовавшие с февраля 1892 года «Правила об охоте», которые предписывали убивать бродячих кошек и собак. Мультатули также считает, что «слово кошка вовсе не всегда обозначало домашнюю кошку», и, охотясь в лесах Беловежской пущи и Петергофа, Николай II «мог встретить только дикую хищную кошку, например рысь, или лесную дикую европейскую кошку», что тем не менее не подтверждается отчётом ловчего Его Императорского Величества, в котором единственная убитая рысь выделена отдельно от сотен "бродячих кошек"